# العلاقات القرغيزستانية الموزمبيقية
العلاقات القيرغيزستانية الموزمبيقية هي العلاقات الثنائية التي تجمع بين قيرغيزستان وموزمبيق.

## مقارنة بين البلدين
هذه مقارنة عامة ومرجعية للدولتين:
| وجه المقارنة                                              | قيرغيزستان                      | موزمبيق          |
| --------------------------------------------------------- | ------------------------------- | ---------------- |
| المساحة (كم2)                                             | 199.95 ألف                      | 801.59 ألف       |
| عدد السكان (نسمة)                                         | 6.20 مليون                      | 29.67 مليون      |
| الكثافة السكانية (ن./كم²)                                 | 31.01                           | 37.01            |
| العاصمة                                                   | بيشكك                           | مابوتو           |
| اللغة الرسمية                                             | اللغة الروسية، اللغة القيرغيزية | اللغة البرتغالية |
| العملة                                                    | سوم قيرغيزستاني                 | متكال موزمبيقي   |
| الناتج المحلي الإجمالي (بليون دولار)                      | 7.56 مليار                      | 12.33 مليار      |
| الناتج المحلي الإجمالي (تعادل القوة الشرائية) بليون دولار | 20.45 مليار                     | 33.35 مليار      |
| الناتج المحلي الإجمالي الاسمي للفرد دولار أمريكي          | 1.10 ألف                        | 529              |
| الناتج المحلي الإجمالي للفرد دولار أمريكي                 |                                 | 1.13 ألف         |
| مؤشر التنمية البشرية                                      | 0.655                           | 0.416            |
| رمز المكالمات الدولي                                      | +996                            | +258             |
| رمز الإنترنت                                              | .kg                             | .mz              |
| المنطقة الزمنية                                           | ت ع م+06:00                     | ت ع م+02:00      |

## منظمات دولية مشتركة
يشترك البلدان في عضوية مجموعة من المنظمات الدولية، منها:
| علم المنظمة | اسم المنظمة                        | تاريخ انضمام قيرغيزستان | تاريخ انضمام موزمبيق |
| ----------- | ---------------------------------- | ----------------------- | -------------------- |
|             | الاتحاد البريدي العالمي            | ?                       | ?                    |
|             | مؤسسة التنمية الدولية              | 24 سبتمبر 1992          | 24 سبتمبر 1984       |
|             | منظمة حظر الأسلحة الكيميائية       | ?                       | ?                    |
|             | منظمة التجارة العالمية             | ?                       | ?                    |
|             | الأمم المتحدة                      | 2 مارس 1992             | 16 سبتمبر 1975       |
|             | وكالة ضمان الاستثمار متعدد الأطراف | 21 سبتمبر 1993          | 23 نوفمبر 1994       |
|             | منظمة الشرطة الجنائية الدولية      | ?                       | ?                    |
|             | مؤسسة التمويل الدولية              | 11 فبراير 1993          | 24 سبتمبر 1984       |
|             | الاتحاد الدولي للاتصالات           | 20 يناير 1994           | 4 نوفمبر 1975        |
|             | البنك الدولي للإنشاء والتعمير      | 18 سبتمبر 1992          | 24 سبتمبر 1984       |
|             | منظمة التعاون الإسلامي             | ?                       | ?                    |
|             | يونسكو                             | 2 يونيو 1992            | 11 أكتوبر 1976       |

## وصلات خارجية
- موقع وزارة الخارجية الموزمبيقية